# 敘利亞第一夫人
敘利亞第一夫人（羅馬化：al-Sayyidah al-Ūlá lil-Jumhūrīyah al-ʻArabīyah al-Sūrīyah），是敘利亞總統配偶的頭銜。
現任敘利亞第一夫人是拉蒂法·德魯比，為第20任敘利亞總統艾哈邁德·沙拉的配偶。

## 敘利亞第一夫人列表
| 姓名                                      | 頭銜開始       | 頭銜結束       | 時任總統             |
| ----------------------------------------- | -------------- | -------------- | -------------------- |
| 巴希拉‧達拉提                             | 1943年8月17日  | 1949年5月30日  | 舒克里·庫瓦特里      |
| 努蘭‧扎伊姆                               | 1949年4月11日  | 1949年8月14日  | 胡斯尼·扎伊姆        |
| 出缺                                      | 1949年8月14日  | 1949年8月15日  | 薩米·辛納維          |
| 出缺                                      | 1949年8月15日  | 1951年12月2日  | 哈希姆·阿塔西        |
| 出缺                                      | 1951年12月3日  | 1953年7月11日  | 法齊·塞盧            |
| 法蒂娜·法納里                             | 1953年7月11日  | 1954年2月25日  | 阿迪卜·施捨克里      |
| 出缺                                      | 1954年2月28日  | 1955年9月6日   | 哈希姆·阿塔西        |
| 巴希拉·達拉提                             | 1955年9月6日   | 1958年2月22日  | 舒克里·庫瓦特里      |
| 塔希亞·卡澤姆（阿拉伯聯合共和國第一夫人） | 1958年2月22日  | 1961年12月14日 | 賈邁勒·阿卜杜-納賽爾 |
| 庫德·西絲                                 | 1961年12月14日 | 1963年3月8日   | 納齊姆·庫德西        |
| 出缺                                      | 1963年3月9日   | 1963年7月27日  | 盧艾·阿塔西          |
| 澤納布·哈菲茲                             | 1963年7月27日  | 1966年2月23日  | 阿明·哈菲茲          |
| 薩爾瑪·哈西比                             | 1966年2月25日  | 1970年11月18日 | 努爾丁·阿塔西        |
| 阿妮萨·马赫卢夫                           | 1971年3月12日  | 2000年6月10日  | 哈菲茲·阿薩德        |
| 阿斯瑪·阿薩德                             | 2000年12月13日 | 2024年12月8日  | 巴沙爾·阿薩德        |
| 出缺                                      | 2024年12月8日  | 2025年1月28日  | 出缺                 |
| 拉蒂法·德魯比                             | 2025年1月29日  | –              | 艾哈邁德·沙拉        |